# 天后再臨-解放咪咪
《天后再臨-解放咪咪》（英語：The Emancipation of Mimi）是美國創作歌手瑪麗亞·凱莉的第十張錄音室專輯，於2005年4月12日透過小島唱片發行。該專輯被樂評家認為是凱莉的回歸專輯，並成為她於2000年代在美國最暢銷的專輯。凱莉於2004年起與大量詞曲作家跟製作人合作以製作專輯，包括杰梅因·杜普里、史努比狗狗、推斯塔、耐利、法瑞尔·威廉姆斯以及詹姆斯·「大詹」·萊特，其中不少人亦於專輯歌曲獻聲。
凱莉選擇在專輯名稱中使用她的私人暱稱「咪咪」，以展現中她更親密的一面，並帶有把她從個人與商業挫折中解放出來的意思。雖然專輯有著與她以往作品相似的聲樂製作，並傾向製作出她的標誌性抒情曲，然而亦包含以舞曲為製作方向以及快板節奏的歌曲，以保持專輯歡愉的主題。樂評家指出主題中的獨立與不克制，稱專輯為「派對」唱片。以她以往作品的節奏藍調與流行搖滾的音樂風格相比，《天后再臨-解放咪咪》充分展現中更廣闊的風格，探索了與節奏藍調相關的曲風，包括1970年代復興的福音音樂與靈魂樂。
專輯發行首週空降美國《公告牌》二百强專輯榜冠軍位置，並刷新凱莉當時作品的最高首週銷量。專輯亦打進加拿大、丹麥、法國與日本專輯榜的前五位。《天后再臨-解放咪咪》成為美國2005年最暢銷專輯，並以1,200萬張的銷量成為該年全球第二高銷量的專輯。
《就是這樣》打進多國排行榜前20位，成為她多年來排行最高的單曲。《我要我們在一起》則獲得極大商業成功，包括高據美國排行榜14週冠軍位置，其後成為《告示牌》的年代歌曲。歌曲亦打進澳洲單曲榜冠軍、紐西蘭單曲榜亞軍，以及歐洲多國單曲榜前5位。為了宣傳專輯，凱莉於「第48屆格林美獎」、「2005年MTV電影大獎」、「2005年MTV音樂錄影帶大獎」以及「2005年全美音樂獎」進行演出。凱莉亦於2006年展開她第6次巡迴演唱會「天后再臨世界巡迴演唱會」。

## 發行背景
2001年，在出道電影《星夢淚痕》獲得遠低於預期的反響後，凱莉先後經歷了商業、個人、專業上等多方面的鬥爭。電影受到影評家的嚴厲批評，並只獲得不足800萬美元票房。凱莉在她的個人網站發表了公開信後，便因「身心崩潰」而入住康乃狄克州的精神病院。因應電影與原聲帶的表現欠佳，維京唱片史無前例地解除了與凱莉價值1億美元的合約，並向她支付5,000萬美元的違約金。入院治療兩週後，凱莉飛往意大利卡普里島。在當地逗留的五個月，凱莉開始以自己於近幾個月的經歷作為靈感創作新錄音室專輯。凱莉其後與小島唱片簽約，並創立了她的個人廠牌MonarC娛樂。凱莉在旗下發行了她預期中的「復出」專輯《幸運手鏈》。樂評家認為專輯比起《星光閃閃》進步很大，但仍不足以重新樹立像她的職業生涯初期般的人氣。
經過樂評家三年的「挑剔」後，凱莉計劃重返她的音樂事業。2004年11月18日，她於個人網站上宣佈新專輯名稱為《The Emancipation of Mimi》。當凱莉正在錄製專輯的時候，小島唱片的行政主管L.A.瑞德知道凱莉身邊的好友稱她為「咪咪」。他跟凱莉說：「我在這張唱片上感受到你的精神，你應該在專輯名稱中使用這個名字，因為這是人們無法看到的有趣一面——在拿天后當笑話仍能一笑而過的一面，拿崩潰當笑話仍一笑而過的一面，隨他們怎樣說也一笑而過，只活在當下並去享受」。凱莉解釋「咪咪」是她一個只在她圈內使用的「非常私人的暱稱」，因此專輯名稱代表她卸下心防，邀請她的歌迷更接近自己。她認為把專輯名為《The Emancipation of Mariah Carey》會變得「煩厭」。

## 創作與錄製
在參觀錄音室時，特拉克斯特傳奇給予凱莉一段音樂節拍。其後，她與美國說唱歌手推斯塔在一場表演的後台上碰面。當凱莉提起那首歌曲的時候，推斯塔跟她說那段音樂節拍原先是為自己而創作，並已經寫下了歌詞。他們決定於歌曲中合作，而該首歌曲後來被名為《唯一的愛》。在接下來幾個月，凱莉創作並參與製作多首歌曲，包括與史努比狗狗及海王星的《打破沉默》、與耐利的《一起來》以及與詹姆斯·「大詹」·萊特的《振翅高飛》。凱莉在11月便認為已經為《天后再臨-解放咪咪》創作出足夠好歌。當瑞德聽過專輯後，他認為凱莉應該創作多一些「有力」的單曲以確保專輯獲得商業成功。聽過他的建議後，凱莉與杰梅因·杜普里在亞特蘭大開了場簡短的錄音室會議，原因是瑞特認為凱莉與杜普里創作了她一些最好的作品。在兩天的時間中，凱莉與杜普里創作並製作出《搖一搖》與《給我你的電話》，歌曲其後分別作為專輯第三與第四張單曲發行。在該次會面後，《搖一搖》曾短暫地取代了《留住這一夜》與《打破沉默》訂為專輯的主打單曲。凱莉其後回到亞特蘭大再與杜普里展開第二次會議，並寫下專輯最後兩首歌曲：《我要我們在一起》與《就是這樣》。在與《告示牌》的訪問中，凱莉提到在製作階段時對《就是這樣》的看法：

我感到很放鬆。當我們完成歌曲的創作時，我感覺很好，然後我在早晨瘋狂的時間從亞特蘭大乘飛機回來……但我們回程時在飛機上聽著歌曲，即使只是樣本歌曲，我仍感覺相當特別。

凱莉與她的經紀選擇了《就是這樣》作為專輯主打單曲，稱它作「正確的點火器」。凱莉讚賞杜普里的「集中」，並認為他們一起創作了自己於專輯最喜歡的幾首歌曲。她告訴音樂電視網：「專輯不是以製作出全場鼓掌的演出、賺人熱淚的抒情曲，以及自己在鎂光燈之下的生活來取悅一眾老主管。我做的是降低開會的頻率，不大量製作歌曲，就像在70年代的靈魂樂做法一樣……」 根據瑞德的說法，凱莉把專輯的特色訂為比過往作品更不加以修釋的聲音。凱莉因過往作品的過度製作而感到沮喪，認為那些作品加入了不需要的「花裡胡哨的東西」。她選擇與樂隊一起現場錄製《天后再臨-解放咪咪》的大部分歌曲。瑞德認同這種做法，覺得這些現場聲樂使專輯顯得更真實。

## 歌曲
《就是這樣》由凱莉與傑梅因·杜普里共同創作及製作。歌曲包括掌聲與哨聲，以及杜普里與法特曼·斯庫普隨興演唱及演唱部分。歌曲的低音聲部與和弦進程由鋼琴及弦樂編排。歌詞則描述了凱莉在慶祝會的情況：「我出場　來參加派對／敲開　所有的酒瓶...／可以再High一點／高高在上　很對味」。《偏鋒雜誌》的薩爾·辛克瑪尼讚揚了歌曲的歌詞與節拍，並感覺這首歌讓聽眾做好準備迎接專輯的「派對主題」。在歌詞上，《我要我們在一起》被形容為「對愛情的傷心哀悼」，歌曲使用了彈指聲、大鼓，並由鋼琴聲推動旋律。
凱莉與詹姆斯·萊特創作了受福音音樂影響的《振翅高飛》。歌詞是以祈禱的形式傳達出給予上帝無條件的愛的信息。歌曲引用了凱莉的牧師克拉倫·斯基頓的聲音，由他朗讀出聖經的兩段經文。凱莉寫了專輯的第五首歌曲《打破沉默》，歌曲由海王星製作，並加入了史努比狗狗的說唱。《Vibe》的編輯迪米特里·埃利希形容歌曲為「音樂異象」，並描述歌曲的製作特徵為「怪異的伴奏、奇怪的旋律轉換、忙亂的鼓點以及大量合成器」。在歌詞上，主角以「如果值得你暫留一回兒，做些讓我感動的事」把性挑逗描繪成浪漫的興趣。當解釋歌曲的女性部分歌詞時，卡明斯指出「害羞的女人根本不需要說任何話便能得到男人的注意」。
凱莉與《回到我身邊》的製作人詹姆斯·波森一同創作了這首歌曲。這首抒情曲使用了鍵盤樂器與富節奏性的黑膠唱片聲音，並以節奏藍調與福音風格組成旋律。《留住這一夜》由凱莉與肯伊·威斯特共同創作，並採樣了歌曲《Betcha by Golly, Wow》由雷姆希·路易斯於1971年演奏版本中的一段鋼琴伴奏。在歌詞上，歌曲的主角面對是否應與已有新戀人的舊情人共度一夜的兩難。《給我你的電話》採樣了英國樂隊想像樂隊1982年的單曲《Just an Illusion》的一段節奏，並以「80年代風格的合成器」與電腦化的樂器製作。《Windy City Times》的勞倫斯·費貝形容《搖一搖》為「有趣地面對苦澀——更具體地說，是個出軌的壞男人」，並帶有「我要擺脫你／就像清潔劑的廣告」的歌詞。在與費貝的專訪中，凱莉形容歌曲為她於《天后再臨-解放咪咪》中最喜歡的歌曲：《搖一搖》能應用在任何事上。無論正在面對任何個人困難，只要播放歌曲便能消除當下的焦躁不安。當我完成個煩人的會面後，我便會聽一下這首歌。我要把它甩掉」。《紐約時報》的編輯喬恩·帕利爾斯認為專輯採用了在《搖一搖》最明顯的公式：「在這張專輯，主歌的範圍都較狹窄，而副歌則推進得更高，而在一些歌曲的結尾，凱莉小姐以她一些以往的高音作為背景的點綴」。

## 發行與宣傳

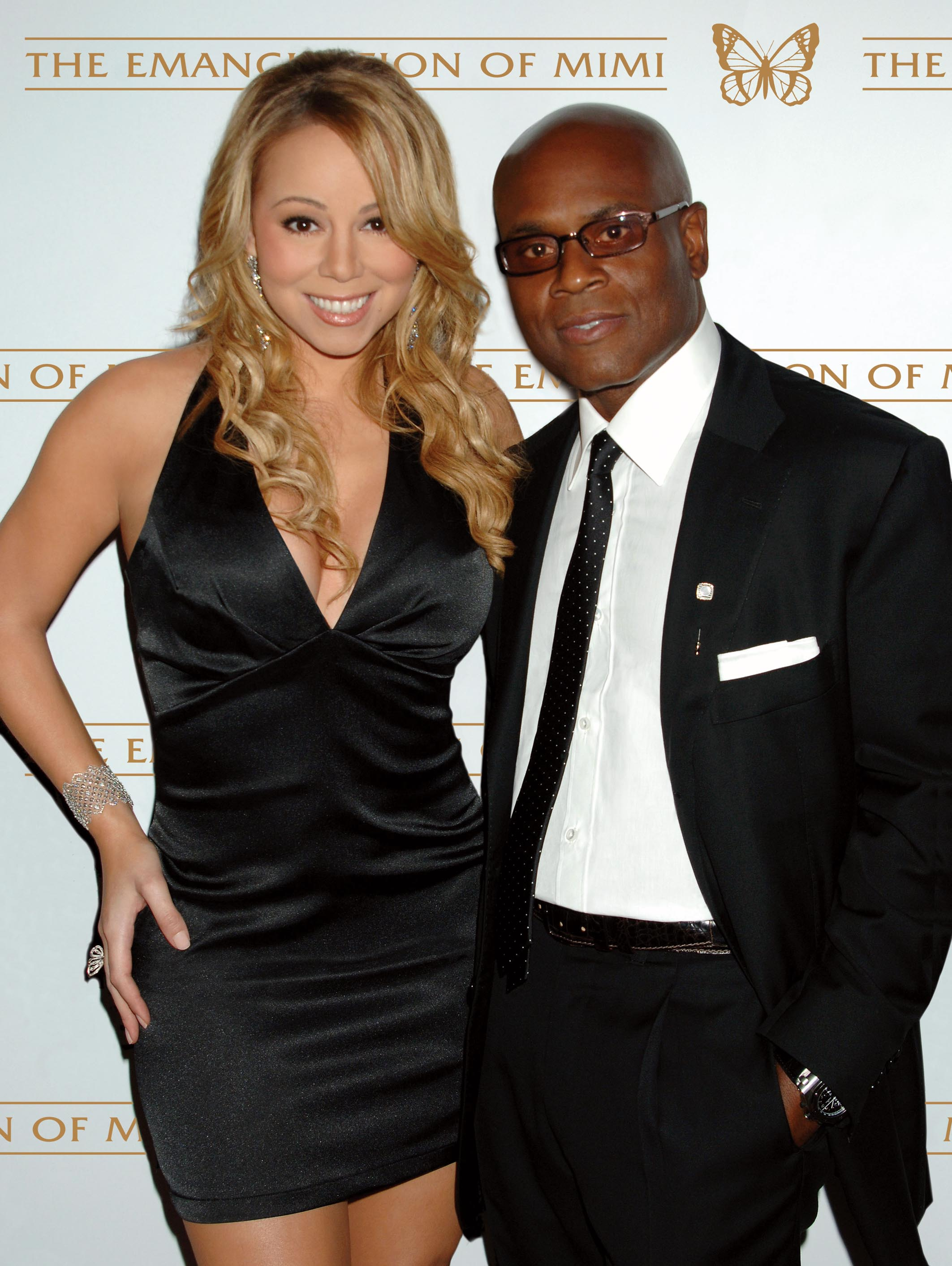
凱莉與前任小島唱片總裁安東尼奧·瑞德於2005年《天后再臨-解放咪咪》發行派對上的合照。

《天后再臨-解放咪咪》於2005年3月30日透過島嶼好果醬音樂集團在墨西哥以線上下載與CD方式發行。在2005年4月4日，專輯於澳洲與紐西蘭發行。在英國，《天后再臨-解放咪咪》透過水星唱片發行。次日，專輯於加拿大透過環球唱片發行。2005年4月12日，專輯於法國、日本與美國發行，專輯其後於2005年5月11日在中國發行。英國與日本版的專輯亦額外收錄《Sprung》與《Secret Love》作附贈曲。
《天后再臨-解放咪咪》的白金慶功版於2005年11月15日發行，緊隨著凱莉的單曲《勿忘舊情》的發佈。這張專輯以兩個版本發行。第一個版本以CD形式發行，並加了四首附贈曲：專輯的唯一單曲《勿忘舊情》（由凱莉與傑梅因·杜普里共同創作與製作）、《夜夜愛戀》（杜普里客串）、《我要我們在一起》混音版（美國說唱歌手風格P先生與賈達基斯客串），以及推斯塔2006年的單曲《寂寞難耐》的新版本，加入了凱莉新唱的主歌。第二個版本則為CD+DVD的限定發行版本，包括《天后再臨-解放咪咪》裡發行的錄像帶（包括《就是這樣》、《我要我們在一起》、《搖一搖》與《給我你的電話》），以及新拍攝的《勿忘舊情》音樂錄像帶。其中收錄的《給我你的電話》錄像帶先前只在歐洲地區發行，為首次收錄於美國發行的作品裡。
凱莉於2005年4月2日在德國「回聲音樂獎」表演以展開專輯的宣傳活動。兩天後，她於遊戲節目「想挑戰嗎？」演唱了《就是這樣》。在英國，凱莉於音樂節目「Top of the Pops」中錄製了兩個環節，演唱了專輯的前三首單曲。凱莉其後回到美國參與節目「早安美國」的錄製，包括接受訪問以及舉行了廉價戶外演唱會。演唱會於時報廣場舉行，吸引了自2004年新年除夕慶典以來廣場最多人流，凱莉於演唱會上演唱了專輯前三首單曲，以及《振翅高飛》與《讓他發生吧》。凱莉於次週的2005年「黑人娛樂電視大獎」上演唱了《我要我們在一起》，並參與了4月17日現場演出VH1年度的拯救音樂特輯。在5月，凱莉於《大衛·萊特曼晚間秀》（5月5日）、《傑哥戽斗秀》（5月11日）、《艾倫·狄珍妮秀》（5月13日）以及《奥普拉·温弗里秀》（5月24日）上演唱了《我要我們在一起》。
在「2005年MTV音樂錄影帶大獎」，凱莉於南海灘的國家酒店進行表演。凱莉由杜普里陪同演出下演唱了《搖一搖》以及《我要我們在一起》的官方混音版。她亦成為2005年於摩納哥舉行的「Fashion Rocks」主要演出者。凱莉於2005年11月15日在底特律雄獅與亞特蘭大獵鷹的感恩節比賽中場表演演唱了《搖一搖》，以及專輯再版的新單曲《勿忘舊情》。2005年11月22日，她於「2005年全美音樂獎」的開場表演演唱了《勿忘舊情》。兩個月後，她成為紐約時代廣場球的新年除夕演出的表演嘉賓。在2006年2月8日的「第48屆格萊美獎」，凱莉於同一個舞台進行了1996年以來的首次表演。她的表演以預先錄製的錄像帶開始，內容為她親自談及上帝與信仰對她人生的重要性。其後她現場現身於舞台，演唱了《我要我們在一起》的一小段，接著演唱了《振翅高飛》。表演獲得當晚全場唯一的起立鼓掌，並獲得樂評家的讚賞。

### 單曲

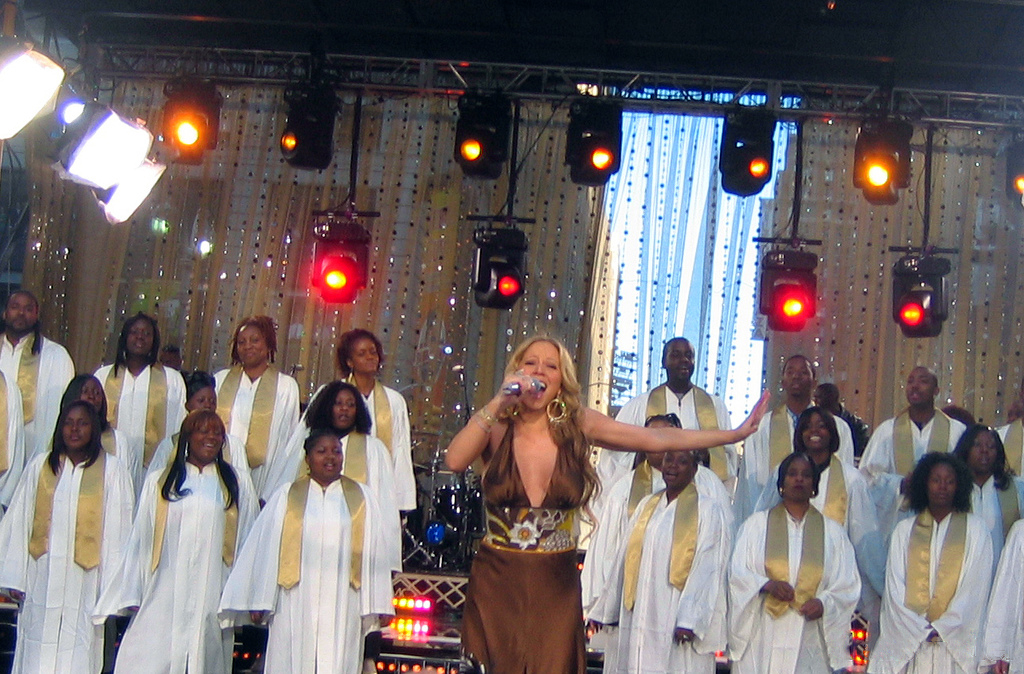
凱莉於「早安美國」演唱《振翅高飛》。

《就是這樣》於2005年1月7日作為專輯主打單曲發行。樂評家預測歌曲會讓凱莉在MTV觀眾間的人氣回升。歌曲成為了她多年以來在國際間排行位置最高一首歌，並最高登上美國《告示牌》百強單曲榜第16名。
《我要我們在一起》為專輯的第二首發行單曲，並成為凱莉生涯中其中一首最成功的單曲。歌曲成為她第16首美國單曲榜冠軍單曲，並高據排行榜14週冠軍位置，成為00年代獲得冠軍週數最多的單曲。除了打破尼爾森廣播資料庫的紀錄外，歌曲亦成為了《告示牌》的00年代歌曲。《我要在我們一起》亦打進澳洲、紐西蘭與荷蘭單曲榜的冠軍位置，並打進丹麥、西班牙、瑞士與英國單曲榜前5位。
《搖一搖》成為《天后再臨-解放咪咪》中第三首發行單曲。歌曲最高登上美國單曲榜亞軍位置，而當週冠軍則為凱莉的前一首單曲《我要我們在一起》。這讓凱莉成為《告示牌》史上唯一一名女性歌手以主唱歌手身分同時佔據單曲冠亞軍位置。歌曲與《給我你的電話》以雙A面形式在英國及澳洲發行，並打進當地單曲榜前10位。
《勿忘舊情》成為專輯第四首發行單曲，同時為專輯白金慶功版中唯一一首發行單曲。歌曲成為凱莉於美國第17首冠軍單曲，使她與埃爾維斯·皮禮士利成為獲得最多冠軍單曲的個人歌手（凱莉其後於2008年以《零距離接觸》獨佔此紀錄）。《振翅高飛》與《打破沉默》其後作為專輯於美國第五首及第六首單曲發行。《回到我身邊》雖然未有作為單曲發行，但因高銷量而打進《告示牌》熱門藍調／嘻哈歌曲榜第73位。

### 巡迴演唱會
主題目：天后再臨世界巡迴演唱會
專輯發行6個月後，凱莉宣佈舉行於3年間首次個人領銜巡迴演唱會，並名為「天后再臨世界巡迴演唱會」，名字來自「以凱莉為中心的歌迷」音樂日記。演唱會於2006年7月22日開始，並巡迴演出40站，包括於美國與加拿大的32站、非洲的2站，以及日本的6站。演唱會迎來凱莉相識已久的朋友蘭迪·傑克遜作為音樂指導。在與美聯社的訪問中，凱莉形容了演唱會的方向，以及她會表演的歌曲：

在這次演唱會，我會在一些舊曲上作出不同的編曲，去……給予它們更多生命力。這並不代表它們會變得完全不同，以讓大家嚇倒... 我喜歡重新演唱不同歌曲。我真誠地希望在演唱會上演唱一眾新曲，以及以往的熱門歌曲。這些新曲對我充滿意義，我現時的人生非常美滿，我亦希望跟我的歌迷一起經歷。

演唱會獲得評論家不一的反響，有些評論家認為凱莉的聲音成為了亮點，而有些則覺得演出的過場，例如歌手頻繁地更換服裝以及預先錄製過場影片令觀眾分心。在突尼斯，凱莉的兩場演出共吸引了80,000名觀眾。在演唱會舉行期間，她亦預定於日本演唱會舉行後在香港舉行兩晚演唱會。然而演出在售票後決定取消，凱莉當時的經理人班尼·梅迪納指演唱會因舉辦商拒絕支付保證金而取消。而舉辦商則歸咎於演唱會的銷情欠佳（聲稱只售出4,000張門票）以及「凱莉無理的要求」。梅迪納其後反擊舉辦商的指控，指門票一共售出了8,000張。他亦指凱莉只要得到酬勞便會演出，與觀眾多少無關。凱莉最終控告了舉辦商，要求100萬美元賠償，以補償演唱會的突然中止。

## 專業評價
| 綜合得分       | 綜合得分 |
| 來源           | 評分     |
| -------------- | -------- |
|                | 64/100   |
| 評論得分       |          |
| 來源           | 評分     |
| 《AllMusic》   | [ 85 ]   |
| 《告示牌》     | 正面     |
| 《娛樂週刊》   | B        |
| 《衛報》       | [ 87 ]   |
| 《洛杉磯時報》 | [ 88 ]   |
| 《紐約時報》   | 正面     |
| 《滾石》       | [ 89 ]   |
| 《唱針雜誌》   | B−       |
| 《偏鋒雜誌》   | [ 6 ]    |
| 《今日美國》   | [ 90 ]   |

《天后再臨-解放咪咪》獲得樂評家整體正面的評價。評論聚合網站Metacritic根據16筆評分對此專輯評分64分。《AllMusic》的史蒂芬·托馬斯·艾爾維恩稱專輯為「精心製作的流行舞曲作品」以及「相對成功的復出」，即使專輯未如他所想般「動聽易記」。艾爾維恩亦對專輯作出批評：凱莉的的聲音與她1990年代的「全盛時期」相比顯得一點「受損」。他亦指出像《振翅高飛》與《希望你知道》般用力吶喊的歌曲中，凱莉的聲音顯得「輕柔、薄弱，就像在《幸運手鏈》般的受損」。《告示牌》的麥可·保萊塔對凱莉聲樂的意見則較溫和，指「在她的聲音於這些年間失去了一些力量同時，《咪咪》巧妙地展示出她仍然可觀的尖嗓子，以及有力的歌詞與嫺熟的製作。」 保萊塔讚揚《天后再臨-解放咪咪》為凱莉自《美麗花蝴蝶》後最好的專輯。《卡加利太陽報》的邁克爾·杜格爾·貝爾稱凱莉的聲音「非常令人深刻」。他繼續稱：「《天后再臨》未必能讓凱莉的聲望與星途回到曾經到達、以及這聲音值得的位置，但至少沒讓她繼續下滑——她僅是保持穩定。」《娛樂週刊》的編輯湯姆·辛克萊指幾乎所有歌曲都在展示凱莉「無可否認的聲樂力量」。在評論《振翅高飛》時，辛克萊補充：「這首歌實在令人感動，甚至打消我們想嘲諷『她渴望專輯銷量更高』這愚昧的想法。誰都可以借助上帝的幫助，但《天后再臨》似乎單靠自己也能做得好」。
《音樂電視新聞網》的珍妮佛·溫亞德認為專輯的名稱受到珍妮·杰克遜的《純珍》啟發，認為兩者皆是基於另一人格 。《英國廣播公司新聞》的簡森·梅西則認為《天后再臨-解放咪咪》是凱莉於2000年代的最強之作，他指這張專輯「讓她重回一線明星之首」。《衛報》的卡羅琳·沙利文在滿分五星之中給予專輯四星評價，稱專輯「很酷、集中以及城市化」。《紐約時報》的喬恩·帕利爾斯讚賞凱莉參與整張專輯創作的做法。他認為專輯的聲音清新與創新：「在《天后再臨-解放咪咪》，她把自己控制得更具連貫性，用較少的技巧便令人更加信服」 。《PopMatters》的卡明斯在滿分十顆星之中給予專輯七顆星，指專輯把凱莉從前兩張專輯的枷鎖中拯救出來。他亦讚賞了專輯的單曲，但認為專輯一些歌曲「老套乏味」以及「不必要地過度製作」。《唱針雜誌》的托德·伯恩斯給予專輯B−的評價，欣賞當中節奏與拍子的多樣，但他同時認為由海王星與杜普里製作的一些歌曲是「不明智的」。他亦指凱莉於一些歌曲的中的聲音「緊繃、薄弱與輕柔」。他認為專輯比凱莉於這個年代發行的前兩張作品取得進步，並同時指「她的聲音確實變壞了－她的聲音於過去15年的經歷已經損壞是顯而易見的事實」。《偏鋒雜誌》的薩爾·辛克瑪尼於滿分五星中給予《天后再臨-解放咪咪》三顆半星，稱專輯為「救贖」。他稱讚專輯的製作與其密集的節拍。《CBS新聞》的樂評家安德烈·邁耶爾認為專輯的素材比《幸運手鏈》的更加「有力量」，稱專輯為凱莉計劃已久統治流行樂壇的一步，並稱專輯有著「讓天命真女變得更強的紊亂節奏藍調氛圍」。他亦補充說：「瑪麗亞已回到歌唱事業——並同時以她身上幾乎不在的衣服挑戰著審美極限」。

### 榮譽
《天后再臨-解放咪咪》獲得多個獎項與獎項提名。專輯於2006年至2007年合共獲得10項「格林美獎」提名，其中專輯原版於2006年獲得8項提名（凱莉於單年獲得最多提名的一次），而專輯的白金慶功版則於2007年獲得2項提名。凱莉於2006年憑《天后再臨-解放咪咪》贏得「最佳當代節奏藍調專輯」，並憑《我要我們在一起》獲得「最佳節奏藍調女歌手」以及「最佳節奏藍調歌曲」。凱莉亦獲提名「年度專輯」（天后再臨-解放咪咪）、「年度製作」（我要我們在一起）、「年度歌曲」（我要我們在一起）、「最佳流行女歌手」（就是這樣），以及「最佳傳統節奏藍調演唱」（回到我身邊）。《勿忘舊情》於2007年獲「最佳節奏藍調女歌手」與「最佳節奏藍調歌曲」兩項提名。
《天后再臨-解放咪咪》贏得2005年「靈魂列車音樂大獎」的「最佳節奏藍調／靈魂專輯」與「最佳女性節奏藍調／靈魂專輯」，並於2005年「Vibe雜誌音樂獎」贏得「年度專輯」。《滾石》把專輯位列2005年年度最佳專輯的第43位，《娛樂週刑》則把專輯位列他們「過去25年100張最佳專輯」的21位。《我要我們在一起》贏得「青少年選擇獎」1個獎項、「世界音樂獎」1個獎項、「告示牌音樂獎」5個獎項、「電台音樂獎」4個獎項，以及「斑比獎」3個獎項。《搖一搖》與《勿忘舊情》亦贏得「斑比獎」2個獎項。而凱莉的獎項到手不久後便在更衣間不翼而飛亦成為當晚頒獎典禮的話題。

## 商業成績

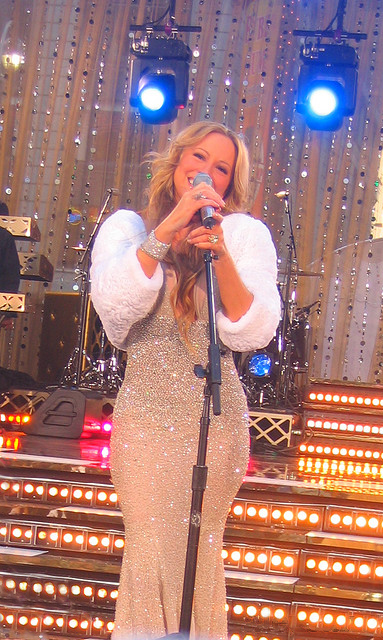
凱莉於《早安美國》演唱《我要我們在一起》。

《天后再臨-解放咪咪》成為凱莉於美國自《夢遊仙境》以來最高銷量的作品。專輯發行首週以404,000張的首週銷量空降《告示牌》二百強專輯榜冠軍，刷新凱莉當時最高首週紀錄，此紀錄後來被2008年的《蝴蝶效應》以463,000張的首週銷量再次打破。專輯亦成為凱莉於美國第5張冠軍專輯，也是她第3張空降冠軍的專輯。專輯發行後於榜單前10位逗留多月，一直至2005年9月28日才首次下跌至第11位。專輯於榜單前20位一共連續逗留31週。當白金慶功版發行後，專輯一度回升至榜單前5位，以185,000張的單週銷量升至第4位。《天后再臨-解放咪咪》為美國2005年最暢銷的專輯，於該年售出約500萬張。在該年的最後一週，專輯的總銷量反超50 Cent於早六週時間發行的專輯《街頭大屠殺》。這成為自艾拉妮絲·莫莉塞特1996年的《小碎藥丸》後首張由女性個人歌手獲得年度冠軍銷量的專輯。專輯發行10個月後獲美國唱片業協會認證為六白金唱片，並於2013年正式突破600萬張銷量。
《天后再臨-解放咪咪》於2005年4月17日空降澳洲專輯榜第13位。專輯於次週最高登上第6位，並於榜單逗留了46週。專輯獲澳大利亞唱片業協會認證為白金唱片，代表出貨量達到70,000張，並登上專輯年榜第27位。在加拿大，《天后再臨-解放咪咪》首週空降加拿大專輯榜最高第2位，並售出11,000張。專輯其後獲加拿大音樂協會認證為三白金唱片，代表達到240,000張出貨量。《天后再臨-解放咪咪》於2005年4月6日空降英國專輯排行榜第7位。在發行14週後，專輯於7月23日重新回到曾最高登上的第7位。經過回榜一週後，專輯於榜單上總共逗留了43週，並獲英國唱片業協會認證為雙白金唱片，代表出貨量達到600,000張。截至2008年，專輯於英國已售出621,352張。
專輯於2005年4月9日空降法國專輯榜最高第4位。專輯其後於榜單逗留了51週，並獲法國唱片出版業公會認證為金唱片，代表出貨量達到100,000張。專輯在歐洲發行8個月後獲國際唱片業協會認證為白金唱片，代表於歐洲出貨量達到100萬張。在香港，專輯獲得金唱片獎項，代表打進年度銷量榜前10位。《天后再臨-解放咪咪》首週空降日本Oricon公信榜第2位，並獲日本唱片協會認證為白金唱片，代表出貨量達到250,000張。2005年底，國際唱片業協會公佈《天后再臨-解放咪咪》於全球售出770萬張，成為2005年全球第2暢銷的專輯（僅次於酷玩樂團的《X&Y》），以及個人歌手或女性歌手年度全球最暢銷的專輯。《天后再臨-解放咪咪》至今於全球售出超過1,200萬張。

## 地位
《天后再臨-解放咪咪》獲《福斯新聞頻道》稱為凱莉當時最有表現性的專輯，專輯標誌著她的創意自由，而在這之前她曾受到唱片主管的期望所壓迫。他們指出當中不少歌曲反映出「在專業與文化上解放」的專輯主題。在與《哈特福德新聞報》的訪問中，凱莉指她在專輯上遭受到在《幸運手鏈》時較少的創意限制。《幸運手鏈》的製作意向為重拾凱莉於成人當代音樂電台的聽眾，因取樣1980年代旋律的前作《星光閃閃》導致她的聽眾流失。除了延續與《幸運手鏈》風格相似的抒情曲外，《天后再臨-解放咪咪》的歌曲亦受到節奏藍調與嘻哈風格影響，並以較明快的節奏創作。《Vibe》的編輯迪米特里·埃利希認為專輯覆蓋了多個音樂層面：

《咪咪》把凱莉帶到兩個完全相反的方向。在多數的歌曲裡能看出凱莉與現時炙手可熱的嘻哈製作人在配對，她在歌曲中限制自我而遊走在樂壇尖端。但在其他歌曲中，她做了對她而言最自然的事－把心中的慾望吶喊出來，可能是在撫慰那些對她繞進下流的說唱世界感到沒興趣的人。

《天后再臨-解放咪咪》探索了不同音樂風格，《芝加哥論壇報》的格雷格·科特認為專輯成功地融合了「嘻哈與節奏藍調的元素進流行歌曲，以吸引更廣泛的聽眾」。除了抒情曲與快板歌曲外，《天后再臨-解放咪咪》亦包含靈魂樂與受1970年代啟發的音樂風格，當中能最體現於帶有福音音樂風格的專輯結尾曲《振翅高飛》。專輯大多數歌曲的伴奏都是採用現場樂隊與樂器演奏，而某些快板歌曲則採用了電腦化編曲以及合成器。在風格上，樂評家認為專輯是凱莉多年來風格最多變的作品，專輯亦有著選用不同製作與技巧的評價。

## 曲目列表
| 曲序 | 曲目                                                                                                   | 词曲 | 製作人                             | 时长 |
| ---- | --- | --- | ---------------------------------- | ---- |
| 1.   | 就是這樣（傑梅因·杜普里與法特曼·斯庫普客串） It's Like That（featuring Jermaine Dupri & Fatman Scoop） | 瑪麗亞·凱莉 杰梅因·杜普里 曼紐爾·席爾 （ 英语 ： Manuel Seal） 瓊塔·奧斯丁 （ 英语 ： Johntá Austin） | 杜普里 凱莉 席爾 [a]               | 3:23 |
| 2.   | 我要我們在一起 We Belong Together                                                                      | 凱莉 杜普里 席爾 奧斯丁 達內爾·布里斯托爾 （ 英语 ： Darnell Bristol） 肯尼思·埃德蒙 西德尼·德維恩 （ 英语 ： Sidney DeWayne） 巴比・伍麥克 （ 英语 ： Bobby Womack） 帕特里克·摩騰 （ 英语 ： Patrick Moten） 桑德拉·沙利 （ 英语 ： Sandra Sully (musician)） | 杜普里 凱莉 席爾 [a]               | 3:21 |
| 3.   | 搖一搖 Shake It Off                                                                                    | 凱莉 杜普里 布賴恩-邁克爾·考克斯 （ 英语 ： Bryan-Michael Cox） 奧斯丁 | 杜普里 凱莉 考克斯 [a]             | 3:52 |
| 4.   | 回到我身邊 Mine Again                                                                                  | 凱莉 詹姆斯·波森 （ 英语 ： James Poyser） | 波森 凱莉                          | 4:01 |
| 5.   | 打破沉默（史努比狗狗客串） Say Somethin'（featuring Snoop Dogg）                                       | 凱莉 法瑞爾·威廉姆斯 查德·胡戈 （ 英语 ： Chad Hugo） 卡爾文·布羅德斯 | 海王星                             | 3:44 |
| 6.   | 留住這一夜 Stay the Night                                                                              | 凱莉 肯伊·威斯特 托姆·貝爾 （ 英语 ： Thom Bell） 琳達.克里德 （ 英语 ： Linda Creed） | 威斯特 凱莉                        | 3:57 |
| 7.   | 給我你的電話（杰梅因·杜普里客串） Get Your Number（featuring Jermaine Dupri）                          | 凱莉 杜普里 詹姆斯·菲利浦斯 （ 英语 ： LRoc） 考克斯 奧斯丁 史蒂夫·喬利 （ 英语 ： Jolley & Swain） 托尼·斯溫 （ 英语 ： Jolley & Swain） 萊斯利·約翰 （ 英语 ： Leee John） 阿什利·英格拉 （ 英语 ： Imagination (band)）                    | 杜普里 凱莉 LRoc （ 英语 ： LRoc） [a] | 3:15 |
| 8.   | 唯一的愛（推斯塔客串） One and Only（featuring Twista）                                                | 凱莉 塞繆爾·林德利 （ 英语 ： The Legendary Traxster） 卡爾·米切爾 （ 英语 ： Twista） | 特拉克斯特傳奇 （ 英语 ： The Legendary Traxster） 凱莉  | 3:14 |
| 9.   | 纏繞 Circles                                                                                           | 凱莉 詹姆斯·萊特 | 凱莉 萊特                          | 3:30 |
| 10.  | 你要的女孩 Your Girl                                                                                   | 凱莉 馬克·謝默 （ 英语 ： Scram Jones） | 史克拉姆·瓊斯 （ 英语 ： Scram Jones） 凱莉   | 2:46 |
| 11.  | 希望你知道 I Wish You Knew                                                                             | 凱莉 萊特 | 凱莉 萊特                          | 3:34 |
| 12.  | 一起來（耐利客串） To the Floor（featuring Nelly）                                                     | 凱莉 威廉姆斯 胡戈 康奈爾·海恩斯 | 海王星                             | 3:27 |
| 13.  | 一路順風 Joy Ride                                                                                      | 凱莉 杰弗瑞·格里爾 | 天才少年 凱莉                      | 4:03 |
| 14.  | 振翅高飛 Fly Like a Bird                                                                               | 凱莉 萊特 | 凱莉 萊特                          | 3:52 |

| 附贈曲 | 附贈曲                     | 附贈曲                                                   | 附贈曲                         | 附贈曲 |
| 曲序   | 曲目                       | 词曲                                                     | 製作人                         | 时长   |
| ------ | -------------------------- | -------------------------------------------------------- | ------------------------------ | ------ |
| 15.    | Sprung（英國與日本附贈曲） | 凱莉 埃姆蘇米·利帕 格洛麗亞·瓊斯 （ 英语 ： Gloria Jones） 潘姆·索耶 | 凱莉 拉夫·萊達斯娛樂公司       | 3:26   |
| 16.    | Secret Love（日本附贈曲）  | 凱莉 卡西姆·迪恩                                         | 凱莉 斯維茨·比茨 （ 英语 ： Swizz Beatz） | 3:09   |

| 白金慶功版附贈曲 | 白金慶功版附贈曲                                                                                                  | 白金慶功版附贈曲 | 白金慶功版附贈曲   | 白金慶功版附贈曲 |
| 曲序             | 曲目 | 词曲 | 製作人             | 时长             |
| ---------------- | --- | --- | ------------------ | ---------------- |
| 15.              | 勿忘舊情 Don't Forget About Us                                                                                    | 凱莉 杜普里 考克斯 奧斯丁 | 凱莉 杜普里 考克斯 | 3:53             |
| 16.              | 夜夜愛戀（傑梅因·杜普里客串） Makin' It Last All Night (What It Do)（featuring Jermaine Dupri）                   | 凱莉 杜普里 考克斯 奧斯丁 賈羅德·阿爾斯通 達爾文·德格拉特 唐納·德格拉特                                                                | 凱莉 杜普里        | 3:51             |
| 17.              | 寂寞難耐（推斯塔客串） So Lonely (One and Only Part II)（featuring Twista）                                       | 卡爾·米切爾 凱莉 羅德尼·傑金斯 （ 英语 ： Rodney Jerkins） 阿多尼斯·斯羅普沙爾 （ 英语 ： Adonis Shropshire） 馬凱巴·里迪克 （ 英语 ： Makeba Riddick） 拉孝·丹尼爾斯 （ 英语 ： LaShawn Daniels） | 凱莉 黑暗之子      | 3:53             |
| 18.              | 我要我們在一起（混音版）（賈達基斯與風格P先生客串） We Belong Together（Remix) (featuring Jadakiss and Styles P） | 凱莉 杜普里 席爾 奧斯丁 埃德蒙 布里斯托爾 德維恩 伍麥克 摩騰 沙利 未署名 傑森·菲利浦斯 大衛·史泰爾斯 （ 英语 ： Styles P）                     | 凱莉 DJ克魯        | 4:25             |

| 白金慶功版附贈DVD | 白金慶功版附贈DVD                                        |
| 曲序              | 曲目                                                     |
| ----------------- | -------------------------------------------------------- |
| 1.                | 就是這樣（音樂錄像帶） It's Like That（video）           |
| 2.                | 我要我們在一起（音樂錄像帶） We Belong Together（video） |
| 3.                | 搖一搖（音樂錄像帶） Shake It Off（video）               |
| 4.                | 給我你的電話（音樂錄像帶） Get Your Number（video）      |
| 5.                | 勿忘舊情（音樂錄像帶） Don't Forget About Us（video）    |

標記
- ^a  標記為聯合製作人

## 製作名單
製作名單資料來自唱片封套上說明文字。
- 瑪麗亞·凱莉 – 製作（曲目1–4，6–11，13–14）、執行製作、聲樂 （全曲目）、和聲 （曲目1–3，6，8–11，13–14）
- 考特尼·布拉德利 – 和聲（曲目14）
- 卡爾文·布羅德斯 – 聲樂（曲目5）
- 里克·布魯納默 – 笛 （曲目4，9，11）、次中音薩克斯風 （曲目9，11）
- 傑森·卡森 – 錄製工程協助 （曲目5，12）
- 達納·喬恩·查普爾 – 錄製工程（曲目4–6，8–14）
- 安德魯·科爾曼 – 錄製工程（曲目5，12）
- 布賴恩-邁克爾·考克斯（英语：Bryan-Michael Cox） – 製作（曲目3）
- 傑夫·迪特雷 – 長號（曲目4，9，11）、低音長號（曲目9，11）
- 戴瑞·迪克森 – 中音薩克斯風（曲目4，9，11）
- 查利·德雷頓（英语：Charlie Drayton） – 鼓（曲目4，9，11）
- 杰梅因·杜普里 – 製作（曲目1–3，7）、聲音混錄（英语：Audio mixing (recorded music)） （曲目3，7）、聲樂（曲目1，3，7）
- 曼努埃爾·法羅爾菲 – 錄製工程協助（曲目6，8–9，14）
- 傑森·芬克爾 – 錄製工程協助（曲目4，6，9，11，14）
- 艾薩克·弗里曼（英语：Fatman Scoop） – 附加說唱聲樂（曲目1）
- 布萊恩·弗瑞 – 錄製工程（曲目7）
- 布萊恩·高爾滕 – 錄製工程（全曲目）、混音
- 康奈爾·海恩斯 – 聲樂（曲目12）
- 洛里斯·霍蘭德（英语：Loris Holland） – 附加鍵盤樂器 （曲目9，11，14）
- 約翰·豪維斯可 – 錄製工程（曲目1–3，7）、聲音混錄
- Chops號 – 法國號 （曲目4，9，11）
- 查德·胡戈（英语：Chad Hugo） – 製作（曲目5，12）
- 肯·杜羅·伊菲爾（英语：Ken Duro Ifill） – 混音
- 蘭迪·傑克遜 – 電貝斯 （曲目4，9，11）
- 杰弗裡·李·約翰遜 – 結他 （曲目4，9，11）
- 克拉倫斯·基頓牧師 – 語音（曲目14）
- 邁克爾·利迪 – 錄製工程協助（曲目4，6，9，11，14）
- 塞繆爾·「特拉克斯特傳奇」·林德利 – 製作（曲目8）
- 特雷·洛倫茨（英语：Trey Lorenz） – 和聲（曲目7，11，13–14）
- 曼尼·馬熱昆（英语：Manny Marroquin） – 聲音混錄（曲目6）
- 卡爾·米切爾（英语：Twista） – 聲樂（曲目8）
- 邁克·皮爾斯 – 錄製工程（曲目8）
- 詹姆斯·菲利浦斯（英语：LRoc） – 製作（曲目7）
- 傑森·菲利浦斯 – 聲樂
- 草藥力量 –母帶
- 詹姆斯·波森（英语：James Poyser） – 製作、鍵盤樂器（曲目4）
- L.A.瑞德（英语：L.A. Reid） – 執行製作
- 喬·羅馬諾 – 柔音號、小號 （曲目4，9，11）
- 曼紐爾·席爾（英语：Manuel Seal, Jr.） – 製作（曲目1，2）
- 埃內斯托·蕭爾（英语：DJ Clue?） – 混音
- 馬克·沙麥（英语：Scram Jones） – 製作（曲目10）
- 多斯特·西蒙斯 – 混音
- 大衛·史泰爾斯（英语：Styles P） – 聲樂
- 陳志明 – 聲音混錄（曲目1–5，7，9，11–14）
- 瑪麗安·泰坦 – 和聲（曲目1，9–11，14）
- 雪利·泰坦 – 和聲（曲目1，9，11，14）
- 帕德·維亞拉 – 聲音混錄（曲目8，10）
- 傑夫·維拉紐瓦 – 工程
- 肯伊·威斯特 – 製作（曲目6）
- 法瑞爾·威廉姆斯 – 製作、附加聲樂（曲目5，12）
- 詹姆斯·萊特 – 製作（曲目9，11，14）、鍵盤樂器（曲目9，11）

## 榜單成績
| 榜單（2005年）                            | 最高 位置 |
| ----------------------------------------- | --------- |
| 澳大利亞（ARIA專輯榜）                    | 6         |
| 奧地利（奧地利Ö3專輯榜）                  | 19        |
| 比利時法蘭德斯（Ultratop專輯榜）          | 31        |
| 比利時瓦隆（Ultratop專輯榜）              | 26        |
| 加拿大（《告示牌》Canadian Albums Chart） | 2         |
| 丹麥（Hitlisten專輯榜）                   | 2         |
| 荷蘭（MegaCharts專輯榜）                  | 8         |
| 歐洲專輯榜（百強榜）                      | 4         |
| 法國（SNEP專輯榜）                        | 4         |
| 德國（Offizielle Top 100專輯榜）          | 14        |
| 希臘國際專輯榜（IFPI）                    | 2         |
| 愛爾蘭（IRMA專輯榜）                      | 18        |
| 義大利（FIMI專輯榜）                      | 15        |
| 日本專輯榜（Oricon）                      | 2         |
| 紐西蘭（RMNZ專輯榜）                      | 12        |
| 波蘭（ZPAV專輯榜）                        | 22        |
| 葡萄牙（AFP專輯榜）                       | 25        |
| 蘇格蘭（OCC專輯榜）                       | 31        |
| 西班牙（PROMUSICAE專輯榜）                | 15        |
| 瑞典（Sverigetopplistan專輯榜）           | 32        |
| 瑞士（Schweizer Hitparade專輯榜）         | 9         |
| 英國（OCC專輯榜）                         | 7         |
| 英國（OCC節奏藍調專輯榜）                 | 2         |
| 美国（《告示牌》200）                     | 1         |
| 美國（《告示牌》Top R&B/Hip-Hop Albums）  | 1         |

| 榜單（2005年）                             | 位置 |
| ------------------------------------------ | ---- |
| 澳大利亞專輯榜（ARIA）                     | 27   |
| 澳大利亞城市專輯榜（ARIA）                 | 4    |
| 荷蘭專輯榜（MegaCharts）                   | 47   |
| 法國專輯榜（SNEP）                         | 58   |
| 德國專輯榜（Offizielle Top 100）           | 79   |
| 日本專輯榜（Oricon）                       | 51   |
| 新西蘭專輯榜（Recorded Music NZ）          | 42   |
| 瑞士專輯榜（Schweizer Hitparade）          | 78   |
| 英國專輯榜（OCC）                          | 31   |
| 美國《告示牌》二百強專輯榜                 | 4    |
| 美國最佳節奏藍調／嘻哈專輯榜（《告示牌》） | 2    |
| 全球專輯榜（國際唱片業協會）               | 2    |
| 榜單（2006年）                             | 位置 |
| 澳大利亞城市專輯榜（ARIA）                 | 17   |
| 美國《告示牌》二百強專輯榜                 | 11   |
| 美國最佳節奏藍調／嘻哈專輯榜（《告示牌》） | 7    |

| 榜單（2000年–09年）        | 位置 |
| -------------------------- | ---- |
| 美國《告示牌》二百強專輯榜 | 27   |

| 榜單                       | 位置 |
| -------------------------- | ---- |
| 美國《告示牌》二百強專輯榜 | 52   |

## 認證
| 地區                                  | 认证    | 认证单位/销量 |
| ------------------------------------- | ------- | ------------- |
| 澳大利亚（澳大利亚唱片业协会）        | 白金    | 70,000^       |
| 巴西（巴西唱片業協會）                | 金      | 50,000*       |
| 加拿大（加拿大音乐协会）              | 3× 白金 | 300,000^      |
| 法国（法國唱片出版業公會）            | 金      | 169,200       |
| 香港（國際唱片業協會（香港會））      | 金      | 10,000*       |
| 日本（日本唱片協會）                  | 白金    | 259,275       |
| 新西兰（新西兰唱片音乐协会）          | 白金    | 15,000^       |
| 英国（英国唱片业协会）                | 2× 白金 | 621,352       |
| 美国（美國唱片業協會）                | 6× 白金 | 6,080,000     |
| 總計                                  |         |               |
| 欧洲（國際唱片業協會）                | 白金    | 1,000,000*    |
| 全球                                  | 不適用  | 10,000,000    |
| *僅含認證的實際銷量 ^僅含認證的出貨量 |         |               |

## 資料來源
1. ↑  . Entertainment Weekly. 2005-04-11  [2013-05-11]. （原始内容存档于2016-11-07）.
2. ↑  Cinquemani, Sal. . Album Review.   [2013-12-17]. （原始内容存档于2011-10-27）.
3. ↑  Pareles, Jon. . Critic's Choice. Arthur Ochs Sulzberger, Jr..   [2013-12-17]. （原始内容存档于2014-10-29）.
4. ↑  Gardner, Elysa. . USA Today.   [2014-12-24]. （原始内容存档于2021-02-20）.
5. 1 2  Trust, Gary. . Billboard. 2006-01-07  [2011-07-27]. （原始内容存档于2013-05-23）.
6. 1 2 3 4 5  Cinquemani, Sal. . Slant Magazine. 2005-04-05  [2010-02-21]. （原始内容存档于2013-06-15）.
7. 1 2  . The Daily Telegraph. 2008-03-17  [2017-10-07]. （原始内容存档于2017-08-14）.
8. 1 2  Trust, Gary. . Billboard. 2010-06-25  [2011-02-05]. （原始内容存档于2013-06-16）.
9. ↑  Anderson, Joan. . Boston Globe (Richard H. Gilman). 2006-02-06  [2011-05-13]. （原始内容存档于2012-07-25）.
10. 1 2 3 4 5  Meyer, Andre. . CBC News. Canadian Broadcasting Corporation. 2005-12-13  [2011-02-24]. （原始内容存档于2011-06-28）.
11. 1 2 3 4  . MTV. Viacom.   [2011-02-24]. （原始内容存档于2011-06-29）.
12. ↑  . The Free Lance–Star (The Free Lance–Star Publishing Company). 2001-08-09  [2011-06-15]. （原始内容存档于2021-02-20）.
13. ↑  Todd. . People. 2002-11-26  [2011-05-10]. （原始内容存档于2011-03-29）.
14. 1 2  Vineyard, Jennifer. . MTV News. Viacom. 2004-11-18  [2011-02-24]. （原始内容存档于2011-06-29）.
15. ↑  Williams, Houston. . AllHipHop. AHH Holdings. 2005-04-12  [2011-01-09]. （原始内容存档于2014-05-02）.
16. 1 2 3  Gardner, Elysa. . USA Today. 2005-05-28  [2011-05-10]. （原始内容存档于2007-02-17）.
17. 1 2 3  Ferguson, Tom. . Billboard. 2006-04-06  [2011-02-05]. （原始内容存档于2021-02-20）.
18. 1 2  Vineyard, Jennifer. . MTV News. Viacom. 2006-05-18  [2011-05-10]. （原始内容存档于2013-05-19）.
19. ↑  Martens, Todd. . Billboard. 2006-01-07  [2011-07-27].
20. ↑  . MTV. Viacom.   [2011-07-24]. （原始内容存档于2012-02-18）.
21. 1 2 3 4 5 6 7  Cummings, Jozen. . PopMatters. 2005-08-09  [2010-02-21]. （原始内容存档于2011-06-04）.
22. 1 2 3 4 5 6 7 8 9  Ehrlich, Dimitri. . Vibe. 2005-05-05  [2011-02-05]. （原始内容存档于2016-01-01）.
23. 1 2 3  Ferber, Lawrence. . Windy City Times (Windy City Media Group). 2005-04-06  [2001-06-26]. （原始内容存档于2005-04-08）.
24. 1 2 3  Sinclair, Tom. . Entertainment Weekly. 2005-04-11  [2010-02-21]. （原始内容存档于2010-04-16）.
25. ↑  Walters, Barry. . Rolling Stone. 2005-04-21  [2011-07-25]. （原始内容存档于2011-03-08）.
26. 1 2 3 4 5  Burns, Todd. . Stylus. 2005-04-14  [2011-02-05]. （原始内容存档于2011-01-08）.
27. 1 2 3  Pareles, Jon. . The New York Times (Arthur Ochs Sulzberger, Jr.). 2005-04-11  [2011-02-05]. （原始内容存档于2013-05-24）.
28. ↑  . iTunes Store Mexico. Apple. 2005-04-04  [2011-06-22]. （原始内容存档于2012-02-25）.
29. ↑  . iTunes Store Australia. Apple. 2005-04-04  [2011-06-22]. （原始内容存档于2012-02-25）.
30. ↑  . iTunes Store New Zealand. Apple. 2005-04-04  [2011-06-22]. （原始内容存档于2012-02-25）.
31. ↑  . Amazon.com (United Kingdom). 2005-04-04  [2011-06-22]. （原始内容存档于2021-03-04）.
32. ↑  . Amazon Canada. 2005-04-05  [2011-06-22]. （原始内容存档于2021-03-04）.
33. ↑  . Amazon France. 2005-04-04  [2011-06-22]. （原始内容存档于2021-03-04）.
34. ↑  . Amazon Japan. 2005-04-12  [2011-06-22]. （原始内容存档于2021-03-04）.
35. ↑  . Amazon United States. 2005-04-12  [2011-06-22]. （原始内容存档于2021-03-04）.
36. ↑  . Amazon China. 2005-05-11  [2011-06-22]. （原始内容存档于2018-05-09）.
37. 1 2 3  Erlewine, Stephen Thomas. . Allmusic. Rovi Corporation. 2005-04-12  [2011-05-13]. （原始内容存档于2012-02-25）.
38. ↑  Vineyard, Jennifer. . MTV News. Viacom. 2005-10-13  [2011-03-29]. （原始内容存档于2012-11-07）.
39. ↑  . CBS News. CBS. 2005-04-02  [2012-12-27]. （原始内容存档于2013-12-27）.
40. ↑  . CBC News. CBS. 2005-12-13  [2011-02-24]. （原始内容存档于2013-01-18）.
41. 1 2  Starr, Michael. . New York Post. 2005-05-10  [2011-05-10]. （原始内容存档于2012-11-06）.
42. ↑  . ABC News. The Walt Disney Company. 2005-04-10  [2011-05-10]. （原始内容存档于2021-02-20）.
43. ↑  Ogunnaike, Lola. . Record-Journal (New York Times News Service). 2005-04-15  [2011-04-10]. （原始内容存档于2021-02-26）.
44. 1 2  . Business Wire. Berkshire Hathaway. 2005-04-14  [2011-04-08]. （原始内容存档于2011-07-23）.
45. ↑  . The Philadelphia Inquirer (Philadelphia Media Holdings). 2011-05-12  [2011-05-10]. （原始内容存档于2012-10-25）.
46. ↑  . Contactmusic.com. 2005-08-25  [2011-05-10]. （原始内容存档于2021-03-04）.
47. ↑  Slezak, Michael. . Entertainment Weekly. 2005-08-29  [2011-05-10]. （原始内容存档于2011-01-05）.
48. ↑  Fresco, Adam. . The Sunday Times. 2005-11-06  [2011-05-10]. （原始内容存档于2021-03-04）.
49. ↑  . Spotlight (BBC).   [2011-05-12]. （原始内容存档于2011-05-21）.
50. ↑  . Chicago Tribune. 2005-11-15  [2011-05-12]. （原始内容存档于2012-11-06）.
51. ↑  . USA Today. 2005-05-28  [2011-05-12]. （原始内容存档于2011-01-02）.
52. ↑  . MSNBC. NBCUniversal. 2005-12-26  [2011-05-12]. （原始内容存档于2012-08-29）.
53. ↑  . MSNBC. NBCUniversal. 2005-12-26  [2011-05-12]. （原始内容存档于2012-08-29）.
54. ↑  Glaister, Dan. . The Guardian. 2006-02-07  [2011-05-12]. （原始内容存档于2013-08-29）.
55. ↑  Susman, Gary. . Entertainment Weekly. 2005-04-11  [2011-02-21]. （原始内容存档于2012-10-21）.
56. ↑  Montgomery, James. . MTV News. Viacom. 2005-05-18  [2011-05-12]. （原始内容存档于2012-04-01）.
57. ↑  Rayner, Ben. . Toronto Star. 2005-12-09  [2011-05-12]. （原始内容存档于2012-07-25）.
58. ↑  Pareles, Jon. . The New York Times. 2006-02-09  [2011-06-20]. （原始内容存档于2013-11-14）.
59. ↑  Friedman, Roger. . Fox News. News Corporation. 2006-02-09  [2011-06-30]. （原始内容存档于2012-11-03）.
60. 1 2  Cummings, Jozen. . PopMatters. 2005-08-05  [2011-02-03]. （原始内容存档于2011-06-04）.
61. ↑  . Billboard.   [2010-09-14]. （原始内容存档于2010-11-24）.
62. ↑  . UK Singles Chart. The Official Charts Company. 2005-04-09  [2011-02-05]. （原始内容存档于2011-03-08）.
63. ↑  . French Singles Chart. Hung Medien.   [2011-02-05]. （原始内容存档于2011-09-18）.
64. ↑  Anderson, Joan. . Boston Globe (Richard H. Gilman). 2003-09-10  [2011-07-27]. （原始内容存档于2012-07-24）.
65. ↑  Cinquemani, Sal. . Slant Magazine. 2005-12-15  [2011-02-05]. （原始内容存档于2011-01-11）.
66. ↑  . Billboard.   [2010-02-05]. （原始内容存档于2012-11-03）.
67. ↑  . French Singles Chart. Hung Medien.   [2011-02-05]. （原始内容存档于2010-02-02）.
68. ↑  . UK Singles Chart. The Official Charts Company. 2005-07-15  [2011-02-05]. （原始内容存档于2011-03-08）.
69. 1 2  Mayfield, Geoff. . Billboard. 2005-09-25  [2011-02-05]. （原始内容存档于2021-02-20）.
70. ↑  . ARIA Charts. Hung Medien.   [2011-02-05]. （原始内容存档于2012-10-19）.
71. 1 2  . Universal Music Group. Vivendi.   [2011-02-05]. （原始内容存档于2012-03-14）.
72. ↑  . Billboard.   [2011-02-05]. （原始内容存档于2019-07-07）.
73. 1 2  . Fox News. News Corporation. 2006-05-25  [2011-07-20]. （原始内容存档于2012-11-02）.
74. ↑  Smith, Dane. . Rolling Stone. 2006-05-22  [2011-05-12]. （原始内容存档于2014-03-24）.
75. ↑  Vineyard, Jennifer. . MTV News. Viacom. 2006-05-22  [2011-07-25]. （原始内容存档于2012-06-23）.
76. 1 2  . Mariahcarey.com. 2006-07-27  [2011-07-25]. （原始内容存档于2011-10-03）.
77. ↑  Dratler, David. . TimesDaily (Tennessee Valley Printing). 2006-05-26  [2011-05-12]. （原始内容存档于2021-02-20）.
78. ↑  Roura, Phil. . Daily News. 2005-12-30  [2011-05-12]. （原始内容存档于2012-01-12）.
79. 1 2  Vineyard, Jennifer. . MTV News. Viacom. 2006-08-30  [2011-05-13]. （原始内容存档于2012-06-23）.
80. ↑  Rafer, Guzman. . Newsday (Cablevision). 2006-09-10  [2011-05-13]. （原始内容存档于2012-07-25）.
81. 1 2  . Fox News. News Corporation. 2006-10-10  [2018-05-09]. （原始内容存档于2012-11-02）.
82. 1 2  Flaminger, Michael. . The New York Times (Arthur Ochs Sulzberger, Jr.). 2006-10-30  [2011-05-13]. （原始内容存档于2013-10-14）.
83. ↑  Ryan, Joyal. . E!. NBCUniversal. 2006-08-29  [2011-05-13]. （原始内容存档于2021-03-04）.
84. 1 2  . Metacritic. CBS Interactive.   [2011-02-05]. （原始内容存档于2010-10-03）.
85. 1 2  Erlewine, Stephen Thomas. . AllMusic. Rovi Corporation. 2005-04-12  [2010-02-21]. （原始内容存档于2013-08-28）.
86. 1 2  Paoletta, Michael. . Billboard. 2005-04-16  [2011-02-05].
87. 1 2  Sullivan, Caroline. . The Guardian. 2005-04-01  [2011-02-05]. （原始内容存档于2013-12-19）.
88. ↑  Nichols, Natalie. . Los Angeles Times (Eddy Hartenstein). 2005-04-23  [2011-07-19]. （原始内容存档于2016-08-15）.
89. ↑  Walters, Barry. . Rolling Stone. 2005-04-21  [2011-02-05]. （原始内容存档于2011-03-08）.
90. ↑  Gardner, Elysa. . USA Today. 2005-04-13  [2010-02-21]. （原始内容存档于2011-05-24）.
91. ↑  Bell, Mike. . Calgary Sun (Quebecor). 2005-04-14  [2010-02-21]. （原始内容存档于2011-06-04）.
92. ↑  . BBC News. BBC. 2006-03-31  [2011-02-03]. （原始内容存档于2011-05-26）.
93. ↑  Gundersen, Edna. . USA Today. 2005-12-08  [2011-02-08]. （原始内容存档于2012-01-14）.
94. ↑  . National Academy of Recording Arts and Sciences.   [2011-02-05]. （原始内容存档于2012-09-25）.
95. ↑  Silverman, Stephen M. . People. 2005-11-15  [2011-05-10]. （原始内容存档于2011-03-30）.
96. ↑  . The Star (Asia News Network). 2006-03-26  [2011-05-10]. （原始内容存档于2012-10-18）.
97. ↑  . Rolling Stone.   [2011-02-05]. （原始内容存档于2007-02-02）.
98. ↑  . Entertainment Weekly.   [2011-02-05]. （原始内容存档于2010-01-05）.
99. ↑  . BBC News. BBC. 2005-08-15  [2011-02-03]. （原始内容存档于2009-02-15）.
100. ↑  Rodgers, Larry. . The Arizona Republic. 2006-02-08  [2011-07-23]. （原始内容存档于2012-11-07）.
101. ↑  Mitchell, Tom. . Pittsburgh Tribune-Review (Richard Mellon Scaife). 2005-12-07  [2011-07-28].[永久]
102. ↑  . BBC News. BBC. 2005-12-07  [2011-02-03]. （原始内容存档于2014-03-16）.
103. ↑  Hall, Sarah. . E!. NBCUniversal. 2006-08-29  [2011-05-13]. （原始内容存档于2021-03-04）.
104. 1 2  . Mariahcarey.com.   [2010-09-29]. （原始内容存档于2010-09-16）.
105. ↑  . Contactmusic.com. 2005-08-25  [2011-05-12].
106. ↑  . Billboard.   [2011-02-03]. （原始内容存档于2013-07-04）.
107. 1 2  . Allmusic. Rovi Corporation.   [2010-04-07]. （原始内容存档于2010-10-14）.
108. ↑  Mar, Alex. . Rolling Stone. 2005-09-28  [2011-07-20]. （原始内容存档于2013-11-12）.
109. ↑  . China Daily (China Daily Group). 2005-11-25  [2011-07-20]. （原始内容存档于2013-10-19）.
110. ↑  . E!. NBCUniversal. 2006-01-06  [2011-02-03]. （原始内容存档于2012-10-21）.
111. ↑  Susman, Gary. . Entertainment Weekly. 2005-12-29  [2011-02-03]. （原始内容存档于2012-02-25）.
112. ↑  Paul Grein. . Chart Watch (Yahoo!). 2013-10-16  [2018-05-09]. （原始内容存档于2014-10-29）.
113. 1 2  . ARIA Charts. Hung Medien.   [2011-02-03]. （原始内容存档于2012-10-25）.
114. ↑  . ARIA Charts. Australian Recording Industry Association.   [2011-02-04]. （原始内容存档于2012-10-17）.
115. ↑  . ARIA Charts. Australian Recording Industry Association.   [2011-02-04]. （原始内容存档于2011-09-27）.
116. ↑  Williams, John. . Jam!. CANOE. 2005-04-20  [2011-02-27]. （原始内容存档于2011-06-29）.
117. ↑  . Canadian Recording Industry Association.   [2010-08-23]. （原始内容存档于2011-06-17）.
118. ↑  . Canadian Recording Industry Association.   [2011-02-03]. （原始内容 (PDF)存档于2013-01-28）.
119. ↑  . UK Albums Chart. The Official Charts Company. 2005-04-16  [2011-02-04]. （原始内容存档于2011-09-27）.
120. ↑  . UK Albums Chart. The Official Charts Company. 2005-07-23  [2011-02-04].
121. 1 2  . Music Week. United Business Media. 2008-05-06  [2011-05-30]. （原始内容存档于2012-03-19）.
122. ↑  . British Phonographic Industry.   [2010-08-25]. （原始内容存档于2010-01-17）.
123. ↑  . French Albums Chart. Hung Medien.   [2011-02-03]. （原始内容存档于2010-02-02）.
124. ↑  . Syndicat National de l'Édition Phonographique.   [2011-07-21]. （原始内容存档于2011-08-29）.
125. ↑  . International Federation of the Phonographic Industry.   [2011-02-03]. （原始内容存档于2010-12-19）.
126. ↑  . International Federation of the Phonographic Industry.   [2011-02-03]. （原始内容存档于2008-04-30）.
127. ↑  . Oricon.   [2010-09-21]. （原始内容存档于2014-10-26）.
128. ↑  . Recording Industry Association of Japan.   [2011-02-05]. （原始内容存档于2012-03-19）.
129. 1 2   (PDF). Bundesverband Musikindustrie.   [2011-02-03]. （原始内容 (PDF)存档于2011-05-19）.
130. ↑  . BBC News. BBC. 2006-03-31  [2011-02-03]. （原始内容存档于2013-10-01）.
131. ↑  Thompson, Ben. . The Daily Telegraph. 2008-04-19  [2011-05-10]. （原始内容存档于2013-08-25）.
132. ↑  Friedman, Roger. . Fox News. News Corporation. 2006-02-09  [2011-06-30]. （原始内容存档于2011-02-04）.
133. ↑  . Hartford Courant. 2008-04-17  [2011-09-03]. （原始内容存档于2012-11-07）.
134. ↑  Paoletta, Michael. . Billboard. 2002-12-14  [2011-09-03].
135. ↑  Erlewine, Stephen Thomas. . AllMusic. Rovi Corporation.   [2010-10-02]. （原始内容存档于2012-06-17）.
136. ↑  Kot, Greg. . Chicago Tribune (Tony W. Hunter). 2005-11-15  [2011-05-12]. （原始内容存档于2013-02-01）.
137. ↑  Katz, Larry. . Boston Herald. 2005-09-10  [2011-05-10].[]
138. ↑  Starr, Michael. . New York Post. 2005-05-10  [2011-05-10].[]
139. 1 2  Erlewine, Stephen Thomas. . Allmusic. Rovi Corporation. 2005-04-12  [2011-05-13]. （原始内容存档于2012-02-25）.
140. ↑  Erlewine, Stephen Thomas. . AllMusic. Rovi Corporation. 2005-04-12  [2011-05-13]. （原始内容存档于2012-02-25）.
141. ↑   (CD liner). Mariah Carey. Europe / India: 小島唱片 / 環球唱片: 5–14. 2005. LC00407.
142. ↑  "Mariah Carey – The Emancipation of Mimi". Australiancharts.com. Hung Medien.  [2015-10-17].
143. ↑  "Mariah Carey - The Emancipation of Mimi" (in German). Austriancharts.at. Hung Medien.  [2015-10-17].
144. ↑  "Mariah Carey – The Emancipation of Mimi" (in Dutch). Ultratop.be. Hung Medien.  [2015-10-17].
145. ↑  "Mariah Carey – The Emancipation of Mimi" (in French). Ultratop.be. Hung Medien.  [2015-10-17].
146. ↑  "Mariah Carey Chart History (Canadian Albums)". Billboard.  Retrieved 2015-10-17.
147. ↑  "Danishcharts.dk – Mariah Carey – The Emancipation of Mimi". Hung Medien.  Retrieved 2015-10-17.
148. ↑  "Mariah Carey – The Emancipation of Mimi" (in Dutch). Dutchcharts.nl. Hung Medien.  [2015-10-17].
149. ↑   (PDF). Billboard.   [2015-10-17].
150. ↑  "Mariah Carey – The Emancipation of Mimi". Lescharts.com. Hung Medien.  [2015-10-17].
151. ↑  "Offiziellecharts.de – Mariah Carey – The Emancipation of Mimit" (in German). GfK Entertainment Charts.  [2015-10-17].
152. ↑   (PDF). Billboard.   [2015-10-17].
153. ↑  . Hung Medien.   [2015-10-17].
154. ↑  "Mariah Carey – The Emancipation of Mimi". Italiancharts.com. Hung Medien.  [2015-10-17].
155. ↑  . Oricon.   [2015-10-17]. （原始内容存档于2014-10-26）.
156. ↑  "Charts.nz – Mariah Carey – The Emancipation of Mimi". Hung Medien.  Retrieved 2015-10-17.
157. ↑  "Oficjalna lista sprzedaży :: OLIS - Official Retail Sales Chart". OLiS. Polish Society of the Phonographic Industry.  [2015-10-17].
158. ↑  "Mariah Carey – The Emancipation of Mimi". Portuguesecharts.com. Hung Medien.  [2015-10-17].
159. ↑  "Official Scottish Albums Chart Top 100". Official Charts Company.  Retrieved 2015-10-17.
160. ↑  "Mariah Carey – The Emancipation of Mimi". Spanishcharts.com. Hung Medien.  [2015-10-17].
161. ↑  "Mariah Carey – The Emancipation of Mimi". Swedishcharts.com. Hung Medien.  [2015-10-17].
162. ↑  "Mariah Carey – The Emancipation of Mimi". Swisscharts.com. Hung Medien.  [2015-10-17].
163. ↑  "Official Albums Chart Top 100". Official Charts Company.  Retrieved 2015-10-17.
164. ↑  "20050410 Top 40 R&B Albums Archive | Official Charts". Official Charts Company.  [2015-10-17].
165. ↑  "Mariah Carey Chart History (Billboard 200)". Billboard.  Retrieved 2015-10-17.
166. ↑  "Mariah Carey Chart History (Top R&B/Hip-Hop Albums)". Billboard.  Retrieved 2015-10-17.
167. ↑  . ARIA.   [2015-10-17]. （原始内容存档于2011-09-27）.
168. ↑  . ARIA.   [2015-10-17]. （原始内容存档于2013-04-10）.
169. ↑  . Hung Medien.   [2015-10-17]. （原始内容存档于2012-06-18）.
170. ↑  . SNEP.   [2015-10-17]. （原始内容存档于2012-09-25）.
171. ↑  . GfK Entertainment.   [2015-10-17]. （原始内容存档于2017-04-12）.
172. 1 2  . Oricon.   [2015-10-17]. （原始内容存档于2015-10-29）.
173. ↑  . RIANZ.   [2015-10-17]. （原始内容存档于2016-03-04）.
174. ↑  . Hung Medien.   [2015-10-17]. （原始内容存档于2012-06-04）.
175. ↑  . OCC.   [2015-10-17]. （原始内容存档于2015-05-31）.
176. ↑  . Billboard magazine.   [2016-10-31]. （原始内容存档于2017-04-12）.
177. ↑   (PDF). Billboard.   [2015-10-17].
178. ↑  . ARIA.   [2015-10-17]. （原始内容存档于2014-01-27）.
179. 1 2   (PDF). Billboard.   [2015-10-17]. （原始内容存档 (PDF)于2022-07-15）.
180. ↑  . Billboard. Nielsen Business Media.   [2011-06-22]. （原始内容存档于2010-07-15）.
181. ↑  . Billboard. Prometheus Global Media. 2015-11-12  [2015-11-12]. （原始内容存档于2016-10-01）.
182. ↑   (PDF). Australian Recording Industry Association.   [2017-07-23] （英语）.
183. ↑  . Pro-Música Brasil.   [2017-07-23] （葡萄牙语）.
184. ↑  . Music Canada.   [2017-07-23] （英语）.
185. ↑  . Syndicat National de l'Édition Phonographique.   [2017-07-23] （法语）.
186. ↑  . Syndicat National de l'Édition Phonographique.   [2010-08-22]. （原始内容存档于2016-01-10）.
187. ↑  . International Federation of the Phonographic Industry.   [2014-02-01]. （原始内容存档于2008-04-30）.
188. ↑  . Recording Industry Association of Japan.   [2017-07-23] （日语）. 在下拉菜单选择“2005年7月”
189. ↑  . Recorded Music NZ.   [2017-07-23] （英语）.
190. ↑  . British Phonographic Industry.   [2017-07-23] （英语）.
191. ↑  . Recording Industry Association of America.   [2017-07-23] （英语）.
192. ↑  . Billboard.   [2015-12-10]. （原始内容存档于2015-12-11）.
193. ↑  . International Federation of the Phonographic Industry.   [2011-07-23] （英语）.

## 外部連結
- 《天后再臨-解放咪咪（页面存档备份，存于）》在Metacritic的頁面